# West (sigarettenmerk)

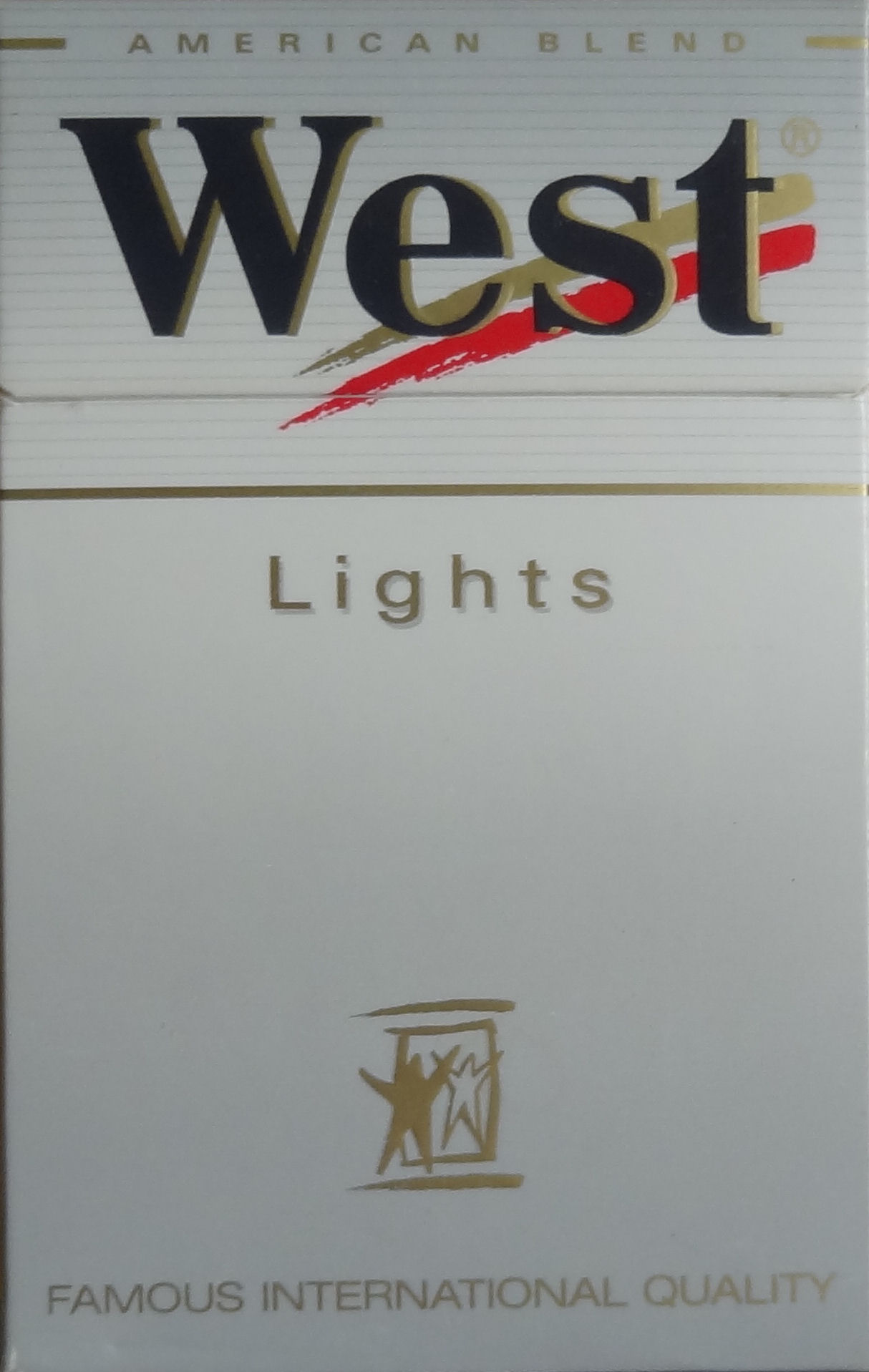
West Lights 20 sigaretten

West is een Duits tabaksmerk van de firma Reemtsma, een dochtermaatschappij van het Britse Imperial Brands.
West wordt verkocht in de meeste Europese landen behalve het Verenigd Koninkrijk. In totaal wordt het merk in meer dan 90 verschillende landen verkocht.

## Historie
West werd in 1981 op de Duitse markt geïntroduceerd en was in het begin alleen verkrijgbaar in tabakswinkels. Rond 1987 werd het merk ook verkocht in supermarkten en sigarettenautomaten. In 2006 was West het op een na sterkste merk van Duitsland. Het merk werd op de markt gezet met de slogan 'een kwaliteitsmerk voor een goede prijs'.
West was het eerste sigarettenmerk dat de zogeheten ICE sigaretten op de markt bracht: Menthol sigaretten met de smaak in de filter. Inmiddels hebben ook merken als Marlboro en  Lucky Strike ICE sigaretten in het assortiment.

## Sponsoring
West sponsorde the Zakspeed Formule 1 team tussen 1985 en 1989. Vervolgens werd het de hoofdsponsor van het McLaren Formule 1 team (West McLaren Mercedes) van 1997 tot juli 2005. De sponsoring stopte vanwege een verbod door de Europese Unie op tabaksreclame.

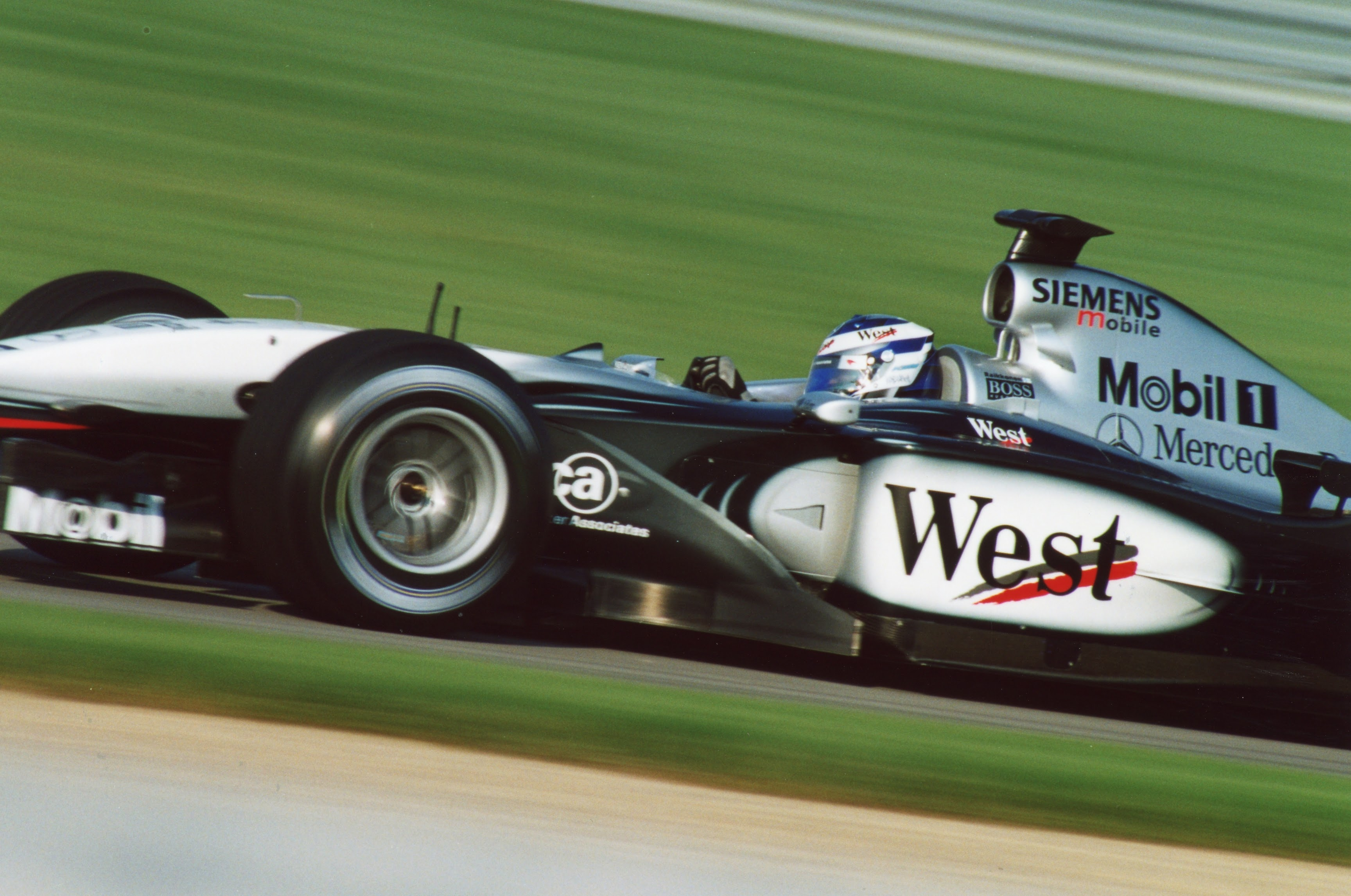
West als sponsor van het formule 1-team McLaren.

## Assortiment
De volgende producten komen voor in het assortiment van West:
- West talk (10 mg teer, 0,9 mg nicotine en 10 mg koolstofmonoxide)
- West Silver, in het verleden West Light (7 mg teer, 0,6 mg nicotine en 7 mg koolstofmonoxide)
- West Blue (4 mg teer, 0,4 mg nicotine en 4 mg koolstofmonoxide)
- West Rich Blue (8 mg teer, 0,7 mg nicotine en 8 mg koolstofmonoxide)
- West ICE, een menthol sigaret met de smaak in de filter (7 mg teer, 0,6 mg nicotine en 7 mg koolstofmonoxide)
- West Red, (10 mg teer, 0,8 mg nicotine en 10 mg koolstofmonoxide)

## Trivia
Het merk voerde de slogan: Test the West, en maakte daar handig gebruik van na de val van de Berlijnse Muur om naamsbekendheid te verwerven in de voormalige DDR.